# Francisco David Sousa Franquelo
Francisco David Sousa Franquelo, Sousa (nascut el 3 de febrer de 1980 a Màlaga), és un exfutbolista andalús, que jugava com a centrecampista.